# 米哈伊尔·尼古拉耶维奇·穆拉维约夫
米哈伊尔·尼古拉耶维奇·穆拉维约夫（俄语：Михаил Николаевич Муравьёв；1845年4月19日—1900年6月21日）是俄罗斯帝国政治人物，于1897年至1990年间担任俄罗斯帝国外交大臣。

## 荣誉
- 白鹰勋章（英语：Order of the White Eagle (Serbia)）[2]